# Wipeout (2008)
Wipeout is een oorspronkelijk Amerikaans televisieprogramma dat in 2008 is gelanceerd.
In dit programma strijden vierentwintig kandidaten om een geldprijs. De kandidaten moeten een parcours af met obstakels, wat veel weg heeft van een Japanse spelshow. Het gaat om lef, humor, handigheid, actie, uitdagende hindernissen en spectaculaire uitglijders.
Uiteindelijk bereiken drie of vier kandidaten (naargelang het seizoen) de finale om daar te strijden om de hoofdprijs.
De Wipeout-versie die door RTL 5 wordt uitgezonden wordt gepresenteerd door Dennis Weening en Klaas van der Eerden in de studio en Wytske Kenemans langs het parcours. De Vlaamse versie wordt gepresenteerd door Walter Grootaers en Bob Peeters. Lynn Pelgroms staat namens de Vlaamse versie bij het parcours. De Vlaamse versie wordt uitgezonden op 2BE (eerder VTM).

## Parcours

### Ronde 1: The Qualifier
In de eerste ronde strijden de deelnemers voor een plek bij de laatste twaalf. In de eerste ronde zijn er altijd vier obstakels waarvan de Sucker Punch(een muur met bewegende bokshandschoenen) en de Big Balls(een rij van vier grote rode ballen) altijd van de partij zijn. De twaalf deelnemers met de snelste tijd zullen doorgaan naar de volgende ronde.

### Ronde 2: The Sweeper/King of the Mountain
In deze tweede ronde staan de twaalf kandidaten in een cirkel op pilaren in het water. Een lange, ronddraaiende balk van schuimrubber probeert de kandidaten van hun pilaar te stoten ze moeten er dus overheen springen om te kunnen blijven staan. Dit wordt steeds lastiger omdat de balk steeds hoger draait. In deze ronde wordt een extra prijs van 1000 euro weggegeven voor diegene die het langst blijft staan. Naast deze Sweeper zijn er elke week ook wisselende hindernissen zoals de Tooth Brush.
Vanaf het tweede seizoen wordt als tweede ronde de King of the Mountain gespeeld. Hierbij staan twaalf kandidaten op een pilaar, en is het de bedoeling om via een ronddraaiende lepel de kroon te bereiken. Ondertussen draait de Sweeper in tegengestelde richting en probeert de kandidaten te behoeden het midden te bereiken. Op de kroon is plaats voor zes kandidaten en de eerste zes bereiken dan ook de volgende ronde.

### Ronde 3: Dizzy Dummies/Treadmill
In ronde drie komen verschillende onderdelen wisselend aan bod. De kandidaten krijgen te maken met de Dizzy Dummie waarbij ze worden vastgemaakt in aan een rad, waarna dit gaat ronddraaien. Ze worden hierbij een minuut rondgedraaid. Daarna begeven ze zich duizelig en draaierig richting de hindernisbaan zoals de Tippy Tables, een wankel parcours over water. Wie het einde van het parcours haalt, is door naar de volgende ronde. Voor de overige kandidaten start de Dizzy Dummie opnieuw totdat er drie finalisten bekend zijn.
De Treadmill is een lopende band waarover de deelnemers moeten lopen.
Meestal moeten deze deelnemers door 3 deuren lopen, soms komen daar nog tennisballen bij. Hierbij gaan de drie snelste kandidaten naar de finale.

### Ronde 4: The Wipeout Zone
De finaleronde bestaat uit vier vaste onderdelen: Killer Surf, De Vloedgolf, Crazy Sweeper en The Turning Tables. De finalisten komen de Wipeout Zone binnen via de Killer Surf. Via een spekgladde glijbaan komen gaan ze op een drijvend vlot naar beneden, waarbij ze zover mogelijk in het water moeten komen. Vervolgens moeten zij bij de watervalbaan omhoog klimmen, waar De Vloedgolf hun de weg bemoeilijkt. De Crazy Sweeper draait rond en de finalisten die op een smal plateau lopen moeten proberen deze voor te blijven om niet in het water te vallen. In het laatste onderdeel The Turning Tables moeten ze via ronddraaiende plateaus de eindstreep proberen te halen. Als een kandidaat in het water valt, moet deze het onderdeel waarbij dit gebeurde opnieuw doen. Diegene met de snelste tijd gaat er met de eer en het prijzengeld van € 5.000,- vandoor.

## Internationaal
In 2009 werd er in verschillende landen een eigen versie van Wipeout op de televisie gebracht. Waaronder bij RTL 5 in Nederland, VTM in België (later door 2BE) en de BBC in het Verenigd Koninkrijk.
| Land                | Naam                          | Presentator                                                             | Zender                                | Premiere         | Taal       |
| ------------------- | ----------------------------- | ----------------------------------------------------------------------- | ------------------------------------- | ---------------- | ---------- |
| Australië           | Wipeout                       | Kelly Landry, James Brayshaw & Josh Lawson                              | Nine Network                          | februari 2009    | Engels     |
| België              | Wipeout                       | Walter Grootaers, Bob Peeters, Lynn Pelgroms & (Wytske Kenemans)        | VTM (later door 2BE)                  | 4 maart 2009     | Nederlands |
| Denemarken          | Wipeout                       | Uffe Holm, Martin Veltz & Mario Montell                                 | Kanal 5                               | 5 maart 2009     | Deens      |
| Duitsland           | Wipeout - heul nicht, lauf!   | Charlotte Engelhardt, Matthias Opdenhövel & Werner Hansch               | ProSieben                             | maart 2009       | Duits      |
| Finland             | Wipeout                       |                                                                         | Nelonen                               |                  | Fins       |
| Frankrijk           | Total Wipeout                 | Stéphane Rotenberg, Alex Goude, Sandrine Corman                         | M6                                    | 17 juli 2009     | Frans      |
| Griekenland         | Total Wipeout                 | Richard Hammond & Amanda Byram                                          | BBC One                               | 3 januari 2009   | Engels     |
| Israël              | וויפאאוט ישראל Wipeout Israel | Tal Berman & Avia Kisos                                                 | Channel 10                            | 2011             | Hebreeuws  |
| Kroatië             | Wipeout                       | Marina Jerković                                                         | RTL Televizija                        | 12 april 2009    | Kroatisch  |
| Midden-Oosten       | وايب أوت Wipeout              | Mustafa Alagha, Tamer Abd El-Monem & Karen Derkalostian                 | MBC                                   | mei 2009         | Arabisch   |
| Nederland           | Wipeout                       | Dennis Weening, Klaas van der Eerden, Wytske Kenemans & (Lynn Pelgroms) | RTL 5                                 | 15 februari 2009 | Nederlands |
| Nieuw-Zeeland       |                               |                                                                         |                                       |                  |            |
| Noorwegen           | Wipeout                       | Anders Hoff, Øyvind Rafto & Synnøve Skarbø                              | TVNorge                               | 2 maart 2009     | Noors      |
| Oostenrijk          |                               |                                                                         |                                       |                  |            |
| Portugal            |                               |                                                                         | Sociedade Independente de Comunicação |                  | Portugees  |
| Spanje              | ¡Guaypaut!                    | Carmen Alcayde                                                          | Telecinco                             | 24 december 2008 | Spaans     |
| Turkije             | Wipeout/Wipeout 2             | Asuman Krause                                                           | Show TV                               | 30 januari 2009  | Turks      |
| Verenigd Koninkrijk | Total Wipeout                 | Richard Hammond                                                         | BBC One                               | 3 januari 2009   | Engels     |
| Verenigde Staten    | Wipeout                       | John Anderson, John Henson, Jill Wagner                                 | American Broadcasting Company         | 24 juni 2008     | Engels     |
| Zweden              | Wipeout                       | Sofia Wistam                                                            | Kanal 5                               | Mei 2009         | Zweeds     |
| Zwitserland         |                               |                                                                         |                                       | Mei 2009         |            |

## Trivia
- De Wipeoutbaan staat in Argentinië. De landen komen naar Buenos Aires om daar hun versie van het programma op te nemen. De Amerikaanse versie wordt in Californië (Sable Ranch in Canyon Country, Santa Clarita) opgenomen.